# Bernard Beydo Rzewuski
Bernard (Bernat) Beydo Rzewuski herbu Krzywda – cześnik łukowski w latach 1658-1670.
Był elektorem Jana III Sobieskiego z województwa podlaskiego w 1674 roku.